# Condado de Platte (Nebraska)

O Condado de Platte é um dos 93 condados do estado norte-americano de Nebraska. A sede do condado é Columbus, que é também a sua maior cidade. O condado tem uma área de 1785 km² (dos quais 28 km² estão cobertos por água), uma população de 31 662 habitantes, e uma densidade populacional de 18 hab/km² (segundo o censo nacional de 2000).